# Коробов Микола Архипович
Микола Архипович Коробов (1908, шахта «Щеглівка», тепер у складі міста Макіївки Донецької області — ?) — український радянський діяч, керуючий тресту «Макіївбуд», голова виконавчого комітету Макіївської міської ради депутатів трудящих Сталінської області. Депутат Верховної Ради УРСР 3—5-го скликань.

## Біографія
Народився у родині робітника-гірника. Трудову діяльність розпочав у 1923 році вибірником породи на шахті № 6 «Капітальна» тресту «Будьонніввугілля», потім працював на цій шахті слюсарем.
Член ВКП(б) з 1929 року.
У 1929—1934 роках — студент Харківського будівельного інституту.
У 1934—1941 роках — виконроб, головний інженер тресту «Макіївбуд» Донецької (Сталінської) області.
У 1941 році — секретар Макіївського міського комітету КП(б)У Сталінської області.
Під час німецько-радянської війни перебував у евакуації, працював секретарем Алапаєвського районного комітету ВКП(б) Свердловської області РРФСР.
У 1943—1946 роках — партійний організатор ЦК ВКП(б) на Макіївському металургійному заводі імені Кірова Сталінської області.
З 1946 року — керуючий тресту «Макіївбуд» Міністерства будівництва підприємств важкої індустрії СРСР (місто Макіївка Сталінської області); начальник управління будівництва каналу Північний Донець—Донбас.
З кінця 1950-х до початку 1960-х років — голова виконавчого комітету Макіївської міської ради депутатів трудящих Сталінської області.

## Нагороди
- орден Трудового Червоного Прапора (23.01.1948)
- орден Червоної Зірки
- ордени
- медалі